# Республика Новая Африка

Панафриканский флаг

Республика Новая Африка (The Republic of New Afrika; аббревиатура RNA) — афроамериканская организация последователей Малкольма Икса, одной из целей которой было создание государства с преобладающим чёрным населением на территории южных штатов (Луизиана, Миссисипи, Алабама, Джорджия и Южная Каролина), а также в прилегающих округах штатов Теннесси, Арканзас и Флорида.

## Описание
О планах сецессии было впервые объявлено на конференции «временного чёрного правительства» в Детройте 31 марта 1968 года, созванной Сообществом Малкольма Икса и Группой прогрессивного руководства. Президентом временного правительства был избран Роберт Ф. Уильямс (проживший 8 лет в эмиграции), вице-президентами — вдова Малкольма Икса Бетти Шабазз и его верный соратник Милтон Хенри.
Помимо выделения из состава США, «чёрное правительство» планировало истребовать у американского правительства многомиллиардные репарации за ущерб, нанесённый афроамериканцам расистским обращением, включая применение законов Джима Кроу. Среди негров США предполагалось провести плебисцит на предмет предоставления им двойного гражданства США и Новоафриканской республики.
Активисты Республики Новая Африка пропагандировали коллективистскую модель экономики на основе самоуправления и взаимопомощи по образцу африканского социализма (социализма уджамаа) президента Танзании Джулиуса Ньерере, а также создание афроамериканцами отрядов самообороны («Чёрный легион»).
Деятельность «временного чёрного правительства», принявшего на вооружение лозунги других национально-освободительных движений и апеллировавшего к праву народов на самоопределение, встревожила ФБР. «Чёрное правительство» стало предметом полицейских налётов и действия секретной программы COINTELPRO. Благодаря принятым карательным мерам активность сторонников «чёрного правительства» довольно скоро была сведена к нулю.